# Stewart Udall

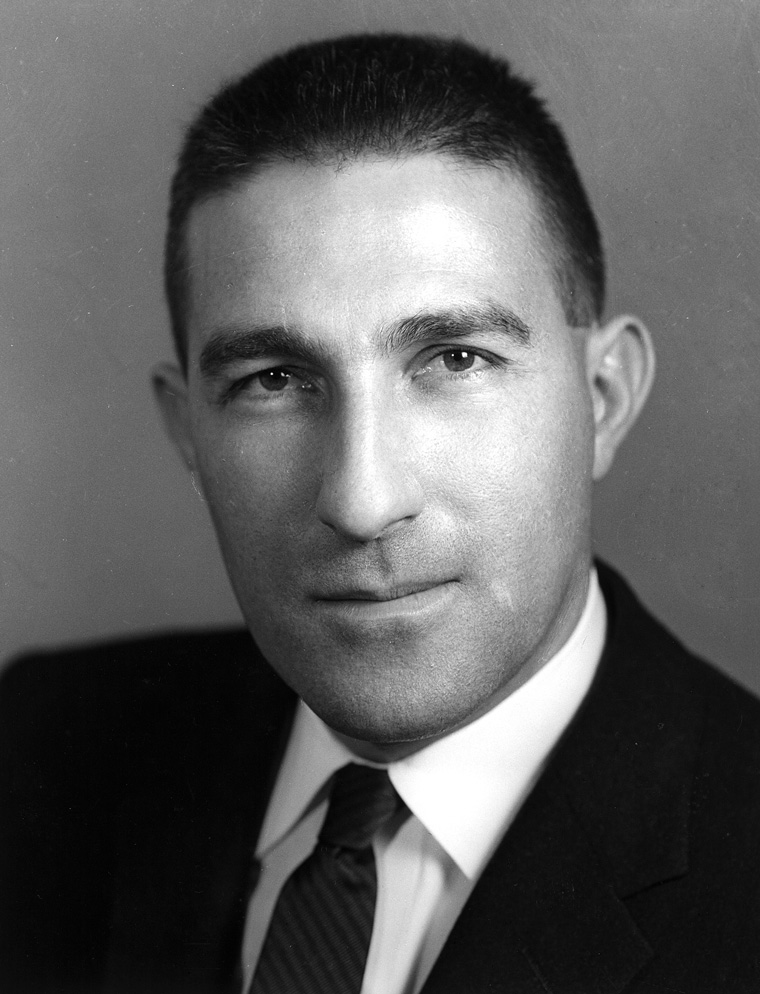
Stewart Udall

Stewart Lee Udall (St. Johns, 31 januari 1920 – Santa Fe, 20 maart 2010) was een Amerikaans politicus voor de Democratische Partij.
Udall studeerde aan de Universiteit van Arizona en diende tijdens de Tweede Wereldoorlog bij de Air Corps. Van 1955 tot 1961 was hij vertegenwoordiger van Arizona in het Huis van Afgevaardigden. Van 1961 tot 1969 diende Udall als minister van Binnenlandse Zaken onder de presidenten John F. Kennedy en Lyndon B. Johnson.
Hij schreef ook verschillende boeken, waarvan The Quiet Crisis uit 1963 over milieubeleid, het bekendste is.
Stewart Lee Udall was de broer van congreslid en presidentskandidaat (1976) Mo Udall en was diens campagneleider. Udalls zoon Tom Udall en zijn neef Mark Udall zijn of waren op een bepaald moment senator.
Point Udall, het meest oostelijke punt van de Verenigde Staten op het eiland Saint Croix, is naar hem genoemd.
- Bibliothèque nationale de France: cb157762893 (data)
- CiNii: DA00589211
- Gemeinsame Normdatei: 129809837
- International Standard Name Identifier: 0000 0000 8131 0238
- Library of Congress Control Number: n50046798
- National Archives and Records Administration: 10581659
- Bibliotheek van het Japanse parlement: 00516688
- Nationale Bibliotheek van Tsjechië: mzk2005279479
- Nationale Bibliotheek van Israël: 987007441869405171
- Nederlandse Thesaurus van Auteursnamen: 06810121X
- SNAC: w6f22s4m
- Système universitaire de documentation: 081542615
- Biographical Directory of the United States Congress: U000002
- Virtual International Authority File: 262597869
- WorldCat: E39PBJbthyvGvY3wCgVX7yd4v3